# WONDER 3
『WONDER 3』（ワンダー スリー）は、DREAMS COME TRUEの3枚目のアルバムである。1990年11月1日にEPIC/SONY RECORDS（現・エピックレコードジャパン）からリリースされた。

## 概要
- 前作から約1年ぶりのオリジナルアルバム。この作品からアルバムの1曲目にはオープニングテーマが収録されることが恒例となっている。
- DREAMS COME TRUEがシングル・アルバム含めて初めてオリコンランキングで1位をとった作品である。
- 前作「LOVE GOES ON…」がミリオンを達成したのはこの作品よりも遅かったため、DREAMS COME TRUE初のミリオン作品である。この作品で、デビューからミリオン達成までの期間の最短記録を更新した。
- 1994年6月時点で、累計売上170万枚（エピックレコードジャパン）[1]。
- このアルバムを引っさげて、コンサートツアー『Dreams Come True Concert Tour WONDER 3』を開催。スポンサーはセガ（後のセガサミーホールディングス）が担当した[2]。
- 本作はCDとカセットテープで発売された後、1992年11月1日にソニーミュージックのMDソフト第一弾発売作品88タイトルのラインナップとして、『MILLION KISSES』(規格品番：ESYB7009)と合わせて発売された。

## 収録曲
| 全編曲: 中村正人。 |                                          |           |                    |       |
| #                  | タイトル                                 | 作詞      | 作曲               | 時間  |
| 1.                 | 「OPEN SESAME」                          |           | 中村正人           | 2:12  |
| 2.                 | 「戦いの火蓋」                           | 吉田美和  | 中村正人           | 4:20  |
| 3.                 | 「さよならを待ってる」                   | 吉田美和  | 吉田美和・中村正人 | 4:17  |
| 4.                 | 「KUWABARA KUWABARA」                    | 吉田美和  | 吉田美和           | 4:05  |
| 5.                 | 「Ring! Ring! Ring!（S・H・H VERSION）」 | 吉田美和  | 吉田美和           | 4:32  |
| 6.                 | 「今度は虹を見に行こう」                 | 吉田美和  | 吉田美和           | 5:09  |
| 7.                 | 「ひさしぶりのI Miss You」               | 吉田美和  | 吉田美和           | 5:19  |
| 8.                 | 「笑顔の行方（ORIGINAL VERSION）」       | 吉田美和  | 中村正人           | 4:26  |
| 9.                 | 「かくされた狂気」                       | 吉田美和  | 中村正人           | 4:46  |
| 10.                | 「ESCAPE」                               | 吉田美和  | 中村正人           | 4:31  |
| 11.                | 「2人のDIFFERENCE」                      | 吉田美和  | 吉田美和・中村正人 | 4:45  |
| 12.                | 「時間旅行」                             | 吉田美和  | 吉田美和・中村正人 | 4:21  |
| 合計時間:          | 合計時間:                                | 合計時間: | 合計時間:          | 52:43 |

## 楽曲解説
1. OPEN SESAME
  - 当アルバムから1曲目は、前作の収録曲をベースとしたインストゥルメンタルを基調としたオープニングテーマとも取れる曲が必ず収録される様になる。当楽曲は純然たるインストゥルメンタルだが、後の作品ではベース曲の歌唱部分のフレーズが一部含まれている事が多い。
  - アルバムツアーのオープニング曲として毎回演奏されている。
  - 前作「LOVE GOES ON…」の「未来予想図Ⅱ」がサンプリングされている。
  - この曲の一部分が福岡県の民放・九州朝日放送テレビで「KBCニュース」のオープニングタイトルとして00年代初頭にかけて使用されていた。
2. 戦いの火蓋
  - 6thシングル「Ring! Ring! Ring!」のカップリング。
  - 冒頭部分に於いて、音が前曲の末尾の部分から繋がっている為、シングルバージョンとは全く同じでは無い。
3. さよならを待ってる
  - 7thシングル、音源はシングル盤と同じ。
4. KUWABARA KUWABARA
  - ミュージック・ビデオが制作されているが、パッケージとしてのリリースおよび公式YouTubeへの投稿もされておらず、現在正式な方法で視聴することはできない。
5. Ring! Ring! Ring!（S・H・H VERSION）
  - 6thシングル。
  - 「S・H・H」は「少しだけだよ ホント ホント」の略。
  - シングルバージョンよりもイントロが長い他、コーラスの「Ring! Ring! Ring!」の声で曲が始まる。
6. 今度は虹を見に行こう
7. ひさしぶりのI Miss You
  - 映画『山田ババアに花束を』では挿入歌として使われた。
  - MISIA+DCT名義で発売された、『I miss you 〜時を越えて〜』の歌詞はこの曲をベースにしている。
8. 笑顔の行方（ORIGINAL VERSION）
  - 5thシングル。シングルバージョンよりもイントロが長い。
9. かくされた狂気
  - 7thシングル「さよならを待ってる」のカップリング、音源はシングル盤と同じ。
10. ESCAPE
11. 2人のDIFFERENCE
12. 時間旅行
  - 歌詞の中に2012年の金環日食の事が書かれている。
  - 2012年5月には13日に大阪、20日に東京でライブ「みんなで金環食する？LIVE 2012 〜CREATE THE FUTURE〜」が開催された。
  - 2012年5月16日発売のシングル「MY TIME TO SHINE」の初回限定盤には、ボーナストラックとしてリマスタリングされ、2015年7月7日に発売されたオールタイム・ベストアルバム『DREAMS COME TRUE THE BEST! 私のドリカム』にも収録されている。

## ライブ映像
| #  | タイトル                | 収録ライブ                                                                              |
| -- | ----------------------- | --------------------------------------------------------------------------------------- |
| 1  | OPEN SESAME             | CHILDREN OF THE SUN - LIVE! D.C.T. 1998 SING OR DIE -                                   |
| 1  | OPEN SESAME             | DREAMS COME TRUE CONCERT TOUR 2005 “DIAMOND15”                                          |
| 1  | OPEN SESAME             | DREAMS COME TRUE CONCERT TOUR 2006 “THE LOVE ROCKS”                                     |
| 1  | OPEN SESAME             | 20th Anniversary DREAMS COME TRUE CONCERT TOUR 2009 “ドリしてます？”                    |
| 1  | OPEN SESAME             | 25th Anniversary DREAMS COME TRUE CONCERT TOUR 2014 - ATTACK25 -                        |
| 1  | OPEN SESAME             | DREAMS COME TRUE CONCERT TOUR 2017/2018 - THE DREAM QUEST -                             |
| 2  | 戦いの火蓋              | DREAMS COME TRUE 裏ドリワンダーランド 2012/2013                                         |
| 3  | さよならを待ってる      | 史上最強の移動遊園地 DREAMS COME TRUE WONDERLAND 1991                                   |
| 3  | さよならを待ってる      | 史上最強の移動遊園地 DREAMS COME TRUE WONDERLAND 1999 ～冬の夢～                        |
| 3  | さよならを待ってる      | 史上最強の移動遊園地 DREAMS COME TRUE WONDERLAND 2007                                   |
| 3  | さよならを待ってる      | DREAMS COME TRUE 裏ドリワンダーランド 2016                                              |
| 3  | さよならを待ってる      | 史上最強の移動遊園地 DREAMS COME TRUE WONDERLAND 2019                                   |
| 4  | KUWABARA KUWABARA       | DREAMS COME TRUE ACOUSTIC風味LIVE 総仕上げの夕べ 2021/2022 ～仕上がりがよろしいようで～ |
| 5  | Ring! Ring! Ring!       | 史上最強の移動遊園地 DREAMS COME TRUE WONDERLAND 1991                                   |
| 5  | Ring! Ring! Ring!       | 史上最強の移動遊園地 DREAMS COME TRUE WONDERLAND 1995                                   |
| 5  | Ring! Ring! Ring!       | DREAMS COME TRUE CONCERT TOUR 2006 “THE LOVE ROCKS”                                     |
| 5  | Ring! Ring! Ring!       | 史上最強の移動遊園地 DREAMS COME TRUE WONDERLAND 2011                                   |
| 5  | Ring! Ring! Ring!       | 史上最強の移動遊園地 DREAMS COME TRUE WONDERLAND 2015                                   |
| 6  | 今度は虹を見に行こう    | 20th Anniversary DREAMS COME TRUE CONCERT TOUR 2009 “ドリしてます？”                    |
| 6  | 今度は虹を見に行こう    | DREAMS COME TRUE「５つの歌詩」SPECIAL LIVE 2022                                         |
| 7  | ひさしぶりの I Miss You | 史上最強の移動遊園地 DREAMS COME TRUE WONDERLAND 1999 ～夏の夢～                        |
| 7  | ひさしぶりの I Miss You | 史上最強の移動遊園地 DREAMS COME TRUE WONDERLAND 2003                                   |
| 7  | ひさしぶりの I Miss You | ENEOS×DREAMS COME TRUE ドリカム３０周年前夜祭 ～ENERGY for ALL～                        |
| 8  | 笑顔の行方              | 史上最強の移動遊園地 DREAMS COME TRUE WONDERLAND 1999 ～冬の夢～                        |
| 8  | 笑顔の行方              | DREAMS COME TRUE CONCERT TOUR 2006 “THE LOVE ROCKS”                                     |
| 8  | 笑顔の行方              | 20th Anniversary DREAMS COME TRUE CONCERT TOUR 2009 “ドリしてます？”                    |
| 8  | 笑顔の行方              | 史上最強の移動遊園地 DREAMS COME TRUE WONDERLAND 2015                                   |
| 9  | かくされた狂気          | 史上最強の移動遊園地 DREAMS COME TRUE WONDERLAND 2019                                   |
| 10 | ESCAPE                  | DREAMS COME TRUE CONCERT TOUR 2017/2018 - THE DREAM QUEST -                             |
| 11 | ２人のDIFFERENCE        | 史上最強の移動遊園地 DREAMS COME TRUE WONDERLAND 1999 ～夏の夢～                        |
| 11 | ２人のDIFFERENCE        | DREAMS COME TRUE 裏ドリワンダーランド 2012/2013                                         |
| 12 | 時間旅行                | 史上最強の移動遊園地 DREAMS COME TRUE WONDERLAND 1999 ～夏の夢～                        |
| 12 | 時間旅行                | 史上最強の移動遊園地 DREAMS COME TRUE WONDERLAND 2003                                   |
| 12 | 時間旅行                | 史上最強の移動遊園地 DREAMS COME TRUE WONDERLAND 2007                                   |
| 12 | 時間旅行                | 史上最強の移動遊園地 DREAMS COME TRUE WONDERLAND 2011                                   |
| 12 | 時間旅行                | 史上最強の移動遊園地 DREAMS COME TRUE WONDERLAND 2015                                   |

## セットリスト
『Dreams Come True ”WONDER 3”』のセットリスト
1. OPEN SESAME
2. 戦いの火蓋
3. あなたに会いたくて
4. Ring! Ring! Ring!
5. KUWABARA KUWABARA
6. Don't You Say...
7. ひさしぶりのI Miss You
8. ２人のDIFFERENCE
9. LAT.43°N ～forth-three degrees north latitude～
10. 雪のクリスマス (12/23公演まで)
11. 手紙を書くよ（Vo. 中村＆西川）
12. うれしい！たのしい！大好き！
13. うれしはずかし朝帰り
14. ESCAPE
15. かくされた狂気
16. さよならを待ってる
17. 笑顔の行方 (ENCORE)
18. LOVE GOES ON... (ENCORE)
19. 今度は虹を見に行こう

## カバー
『さよならを待ってる』『笑顔の行方』については当該ページを参照。以下はその他の曲のカバー記載である。
2人のDIFFERENCE
- 辛島美登里 - シングル『さよならを待ってる』（発売日：2001年1月24日）のカップリングとして・カバーアルバム『Eternal-One』に収録（発売日：2001年2月21日[3]）。